# Cheiromeles torquatus
Cheiromeles torquatus  — вид рукокрилих родини молосових.

## Етимологія
грец. χείρ — «рука», лат. torques — «комір», у зв'язку з пучком з довгого, тонкого волосся на шиї.

## Середовище проживання
Країни поширення: Бруней-Даруссалам, Індонезія, Малайзія, Філіппіни, Таїланд. Влаштовує сідала у великих печерах і дуплах дерев; харчується над потоками, на вирубках і над пологом лісу. 

## Зовнішній вигляд
Морфометрія. Передпліччя: 74—86, хвіст: 60—75, вуха: 25—32, вага: 150—185.
Опис. Найважчий комахоїдних кажан у світі. Тіло майже зовсім голе, за винятком розсіяних коротких волосків на ногах і кластеру з довгих волосків навколо запахової залози в нього на шиї. Гола шкіра тіла темно-сіра. Ноги великі з довгими гострими кігтями. Вуха добре розвинені, роздільні. Оголений хвіст і великі роздільні вуха іноді можна побачити в польоті.

## Стиль життя
Спить великими колоніями. 

## Загрози та охорона
У півострівній частині Малайзії м'ясо C. torquatus їдять корінні народи і він вважається шкідником рисових культур. Мешкає в численних охоронних районах в усьому діапазоні проживання.